# Costa Airlines
Costa Airlines ist eine venezolanische Fluggesellschaft. Die Gesellschaft wurde 2012 gegründet. Mit Stand Oktober 2014 besitzt das Unternehmen drei Bombardier CRJ200, mit denen von Maracaibo aus Caracas und Porlamar angeflogen werden soll. In Planung ist außerdem, Barcelona und San Antonio del Táchira in den Flugplan aufzunehmen und regionale Ziele wie Aruba, Curaçao, Santo Domingo, Medellín und Barranquilla anzufliegen. Langfristig plant das Unternehmen außerdem, Flüge nach Peru, Ecuador und Brasilien anzubieten.
Die Fluggesellschaft startete jedoch nie.